# Foz-Calanda (kommun)
Foz-Calanda är en kommun i Spanien.   Den ligger i provinsen Provincia de Teruel och regionen Aragonien, i den östra delen av landet, 290 km öster om huvudstaden Madrid. Antalet invånare är 279.